# 시발, 놈: 인류의 시작
《시발, 놈: 인류의 시작》(영어: SUPER ORIGIN)는 2016년 8월 개봉한 대한민국의 코미디, 드라마 영화이다.